# Амиеобразные

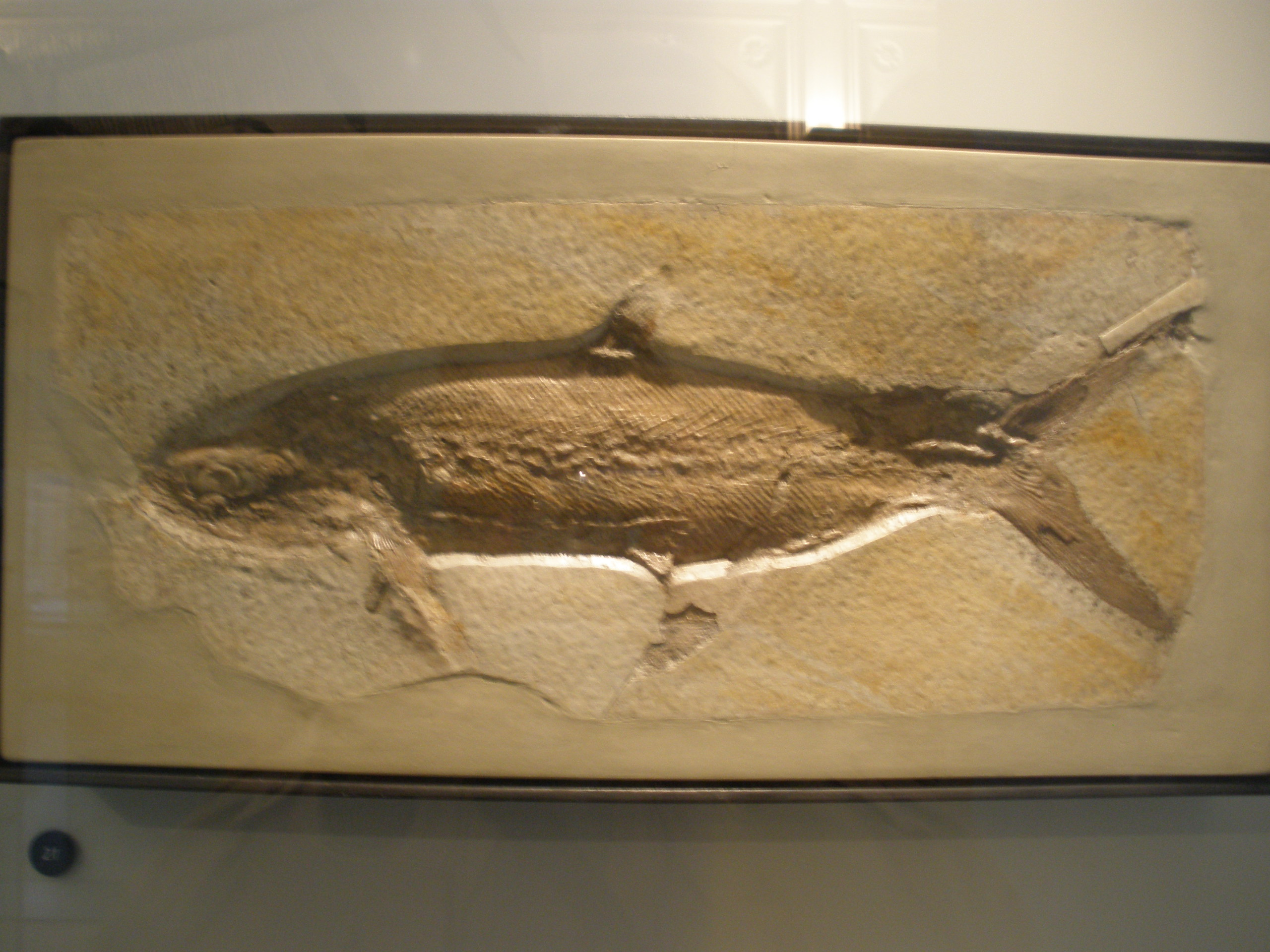
Caturus velifer

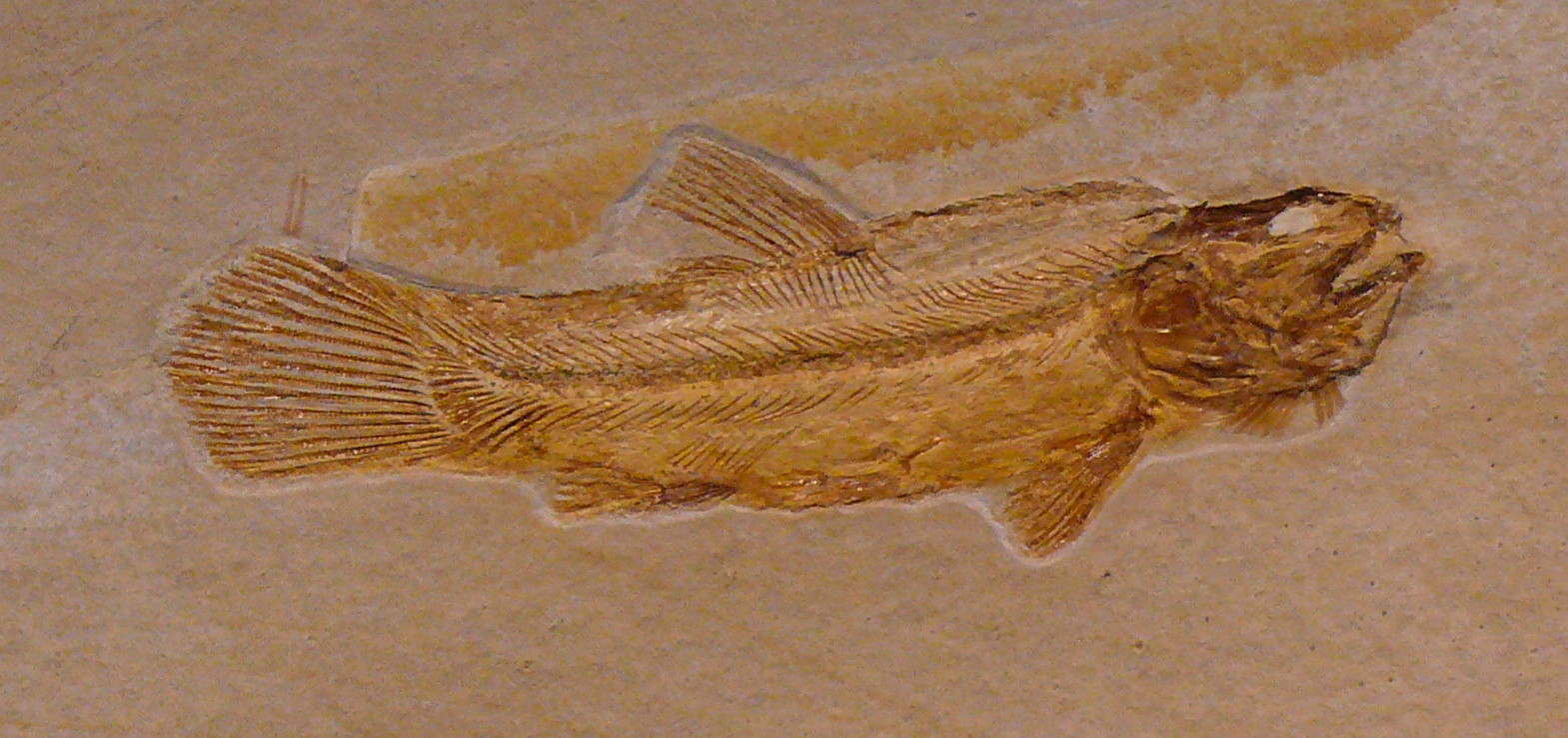
Amiopsis lepidota

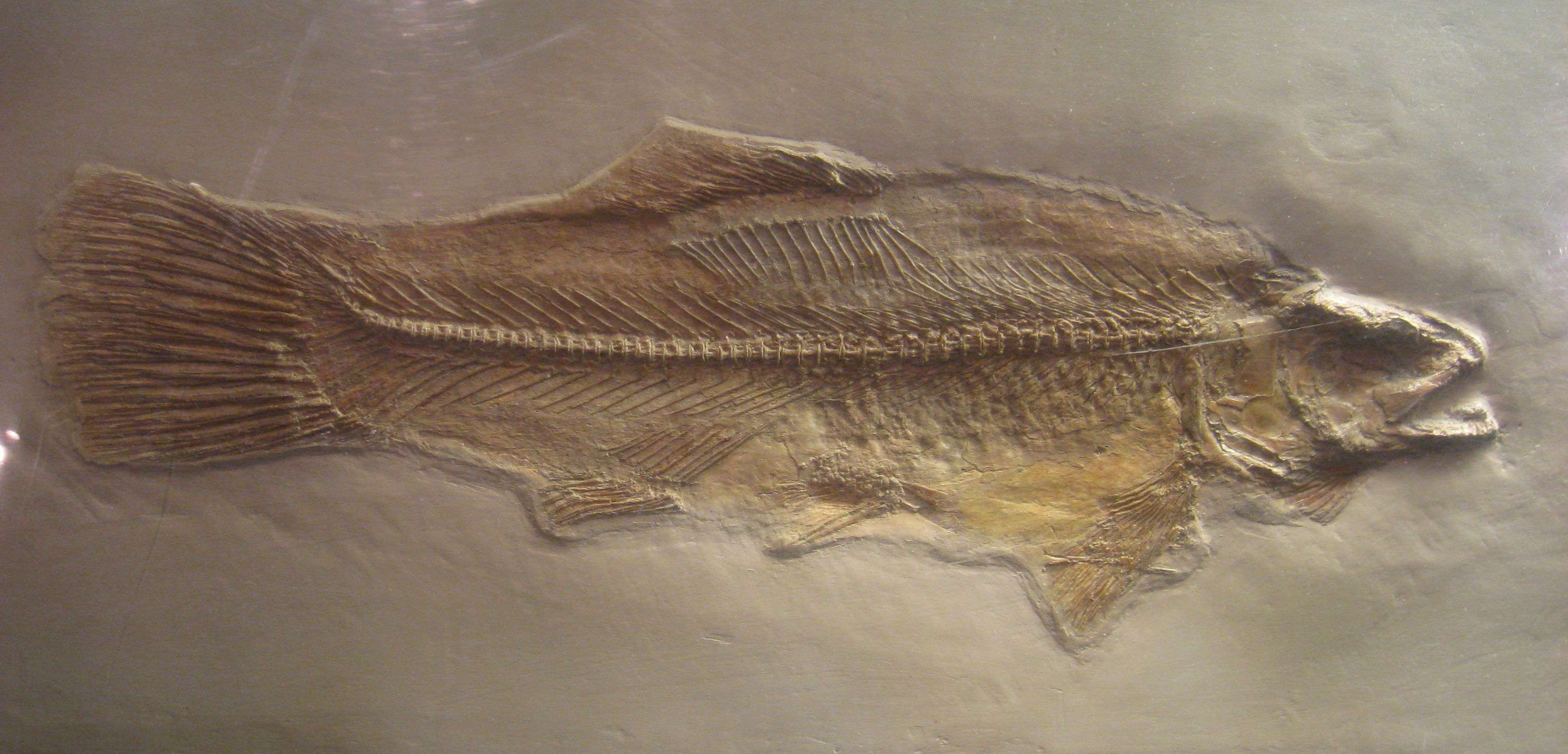
Solnhofenamia elongata

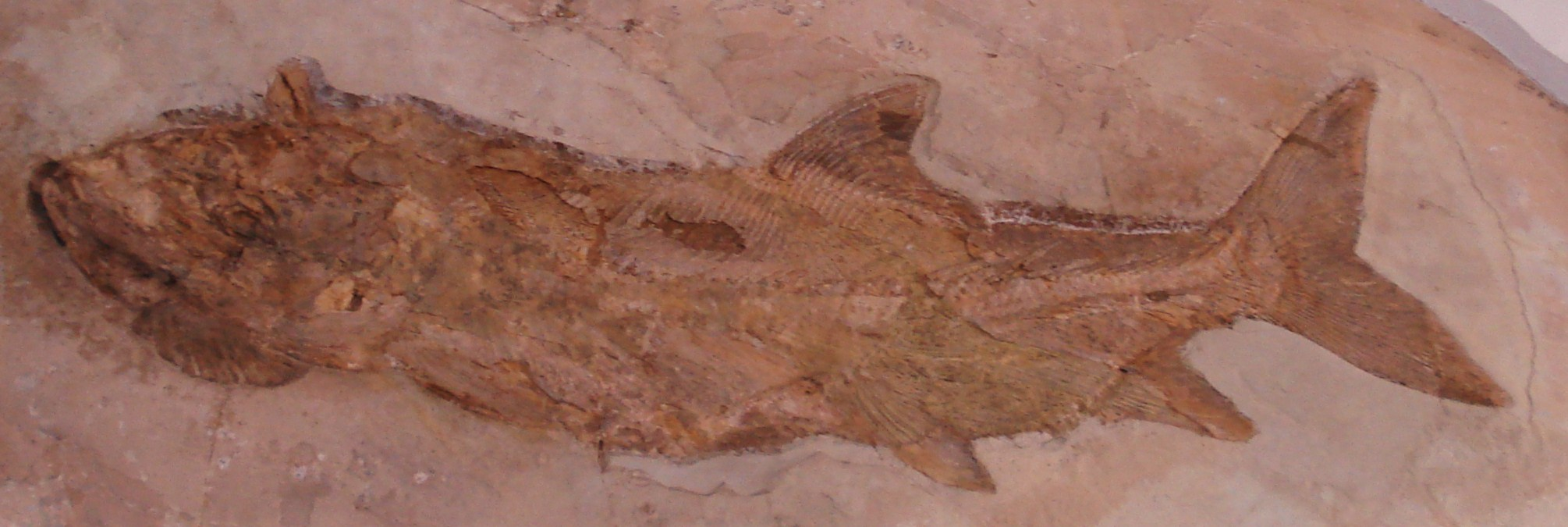
Caturus giganteus

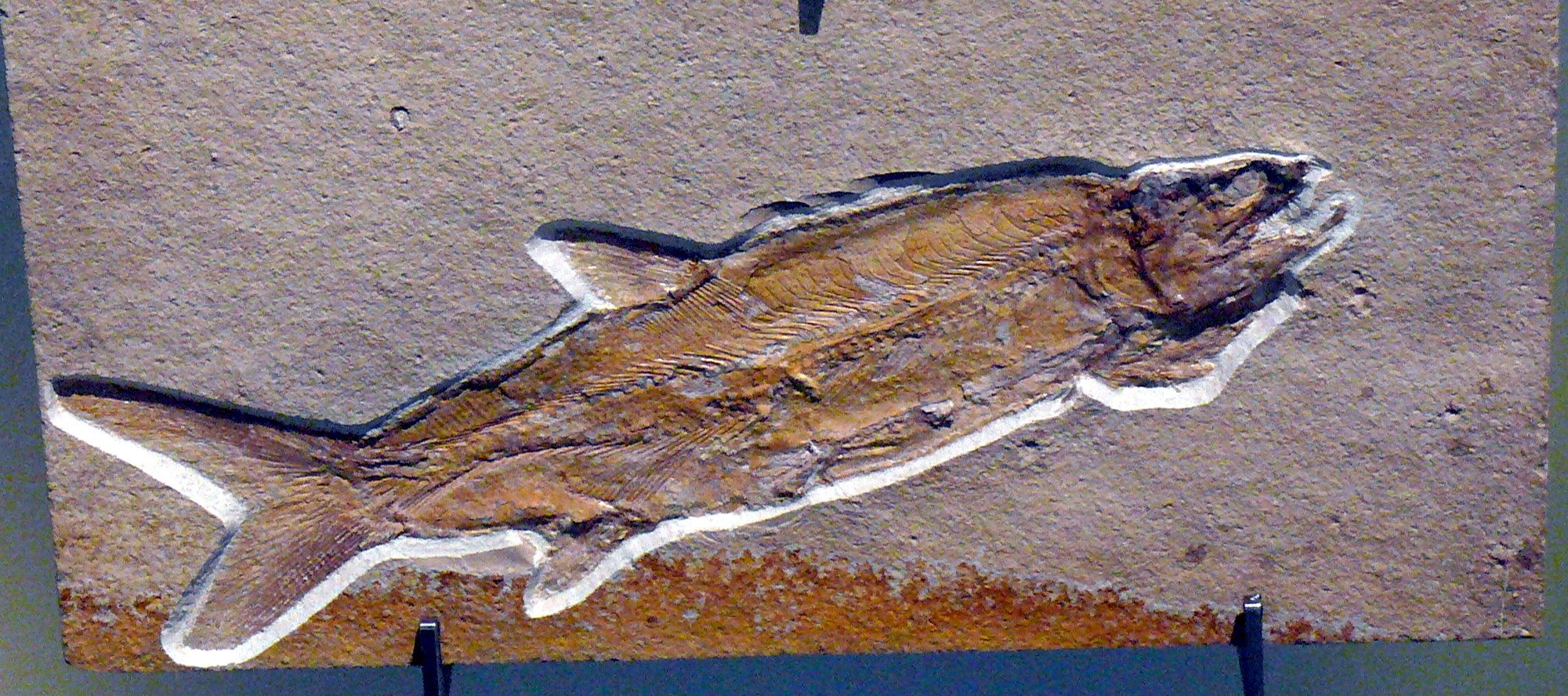
Caturus furcatus

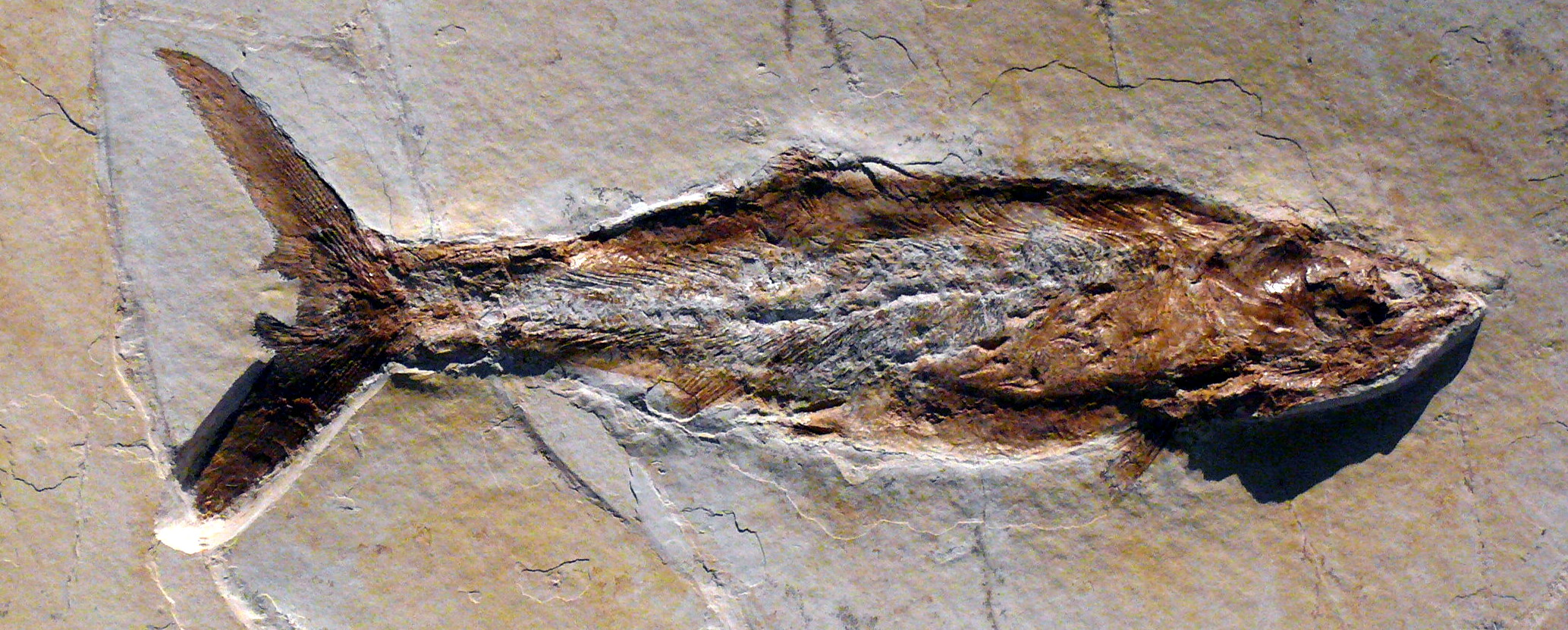
Caturus sp.

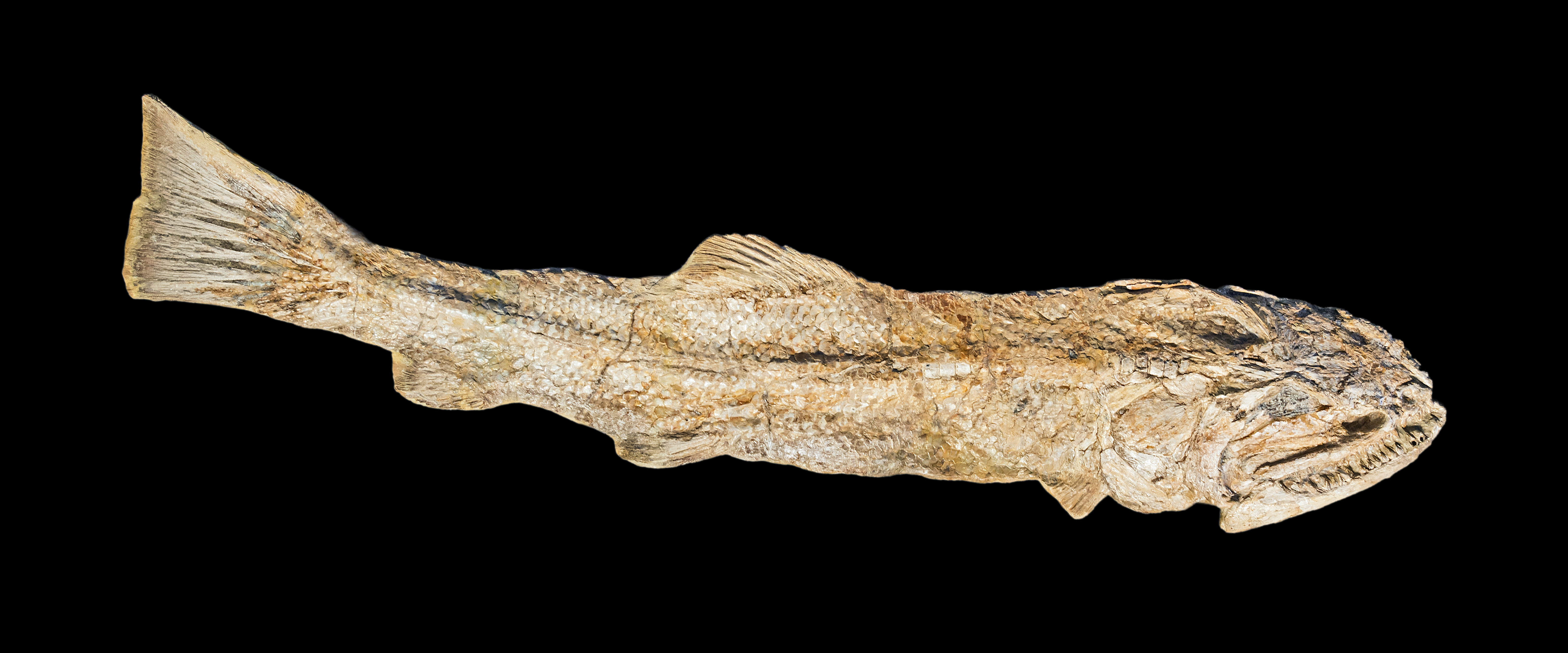
Calamopleurus cylindricus

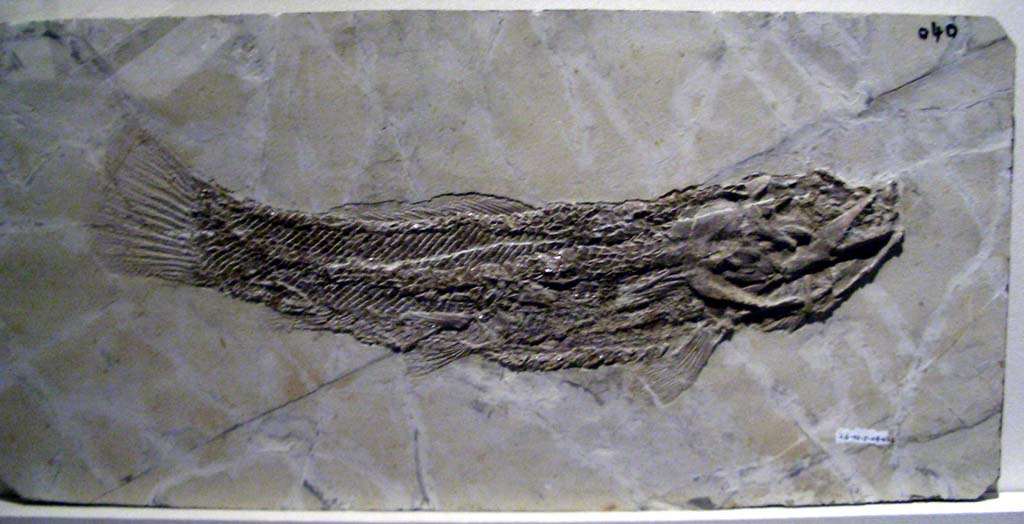
Sinamia sp.

Амиеобразные (лат. Amiiformes) — отряд пресноводных лучепёрых рыб из инфракласса костных ганоидов (Holostei).
У амиеобразных укороченный гетероцеркальный хвостовой плавник, спинной плавник с длинным основанием и примерно 48 лучами, 10—13 жаберных лучей. Пилорических придатков нет. Плавательный пузырь может выполнять функцию лёгкого.
Древнейшие известные ископаемые амиеобразные, Sinoeugnathus kuichouensis и Caturus sp., найдены в отложениях середины триасового периода (237—228 млн лет назад) в Китае, Испании и США. В настоящее время существует только один современный представитель отряда — амия, или ильная рыба (Amia calva), распространённая на востоке Северной Америки и достигающая длины до 90 см.

## Классификация
- Отряд Amiiformes — Амиеобразные
  - † Allolepidotus
  - † Aphanepygus
  - † Callopterus
  - † Eoeugnathus
  - † Eusemius
  - † Ionoscopus
  - † Leedsichthys — Лидсихтис
  - † Lehmanotus
  - † Liodesmus
  - † Lophiostomus
  - † Macrepistius — 125,0—99,6 млн лет назад, Северная Америка[4]
  - † Neorhombolepis — 145,5—99,6 млн лет назад, Европа[5]
  - † Notagogus — 130,0—125,0 млн лет назад, Европа[6]
  - † Ohmdenia
  - † Oligopleura
  - † Otomitla
  - † Sinoeugnathus
    - † Sinoeugnathus kuichouensis — 237,0—228,0 млн лет назад, Китай[7]

  - † Stromerichthys — 99,6—83,5 млн лет назад, Европа, Африка[8]
  - † Семейство Liodesmidae
    - † Liodesmus

  - † Семейство Palaeolabridae — 83,5—60,2 млн лет назад, Европа, Северная Америка[9]
    - † Palaeolabrus
      - † Palaeolabrus montanensis
      - † Palaeolabrus dormaalensis

  - † Семейство Sinamiidae
    - † Ikechaoamia 
    - † Sinamia

  - Надсемейство Amioidea
    - Семейство Amiidae — Амиевые, 4 подсемейства и 11 родов
    - † Семейство Caturidae — 237,0—93,5 млн лет назад, Европа, Северная Америка[10]
      - † Amblysemius
      - † Caturus — 237,0—99,6 млн лет назад, Евразия, Северная Америка, северная Африка[11]
        - † Caturus chirotes
        - † Caturus driani
        - † Caturus furcatus
        - † Caturus giganteus
        - † Caturus tenuidens
        - † Caturus velifer
        - † Caturus woodwardi

    - † Семейство Furidae
      - † Furo — 196,5—99,6 млн лет назад, Евразия[12]
      - † Heterolepidotus — 203,6—199,6 млн лет назад, Европа[13]
        - † Heterolepidotus rhombifer (= Semionotus rhombifer)

      - † Osteorachis
        - † Osteorachis macrocephalus

    - † Семейство Paracentrophoridae
      - † Paracentrophorus
        - † Paracentrophorus madagascariensis

    - † Семейство Promecosominidae
      - † Promecosomina
        - † Promecosomina beaconensis